# Patrick Kane
Patrick Kane, ameriški hokejist, * 19. november 1988, Buffalo, New York, Združene države Amerike.
Trenutno igra za NHL ekipo Chicago Blackhawks. Leta 2007 je bil na naboru lige izbran s strani moštva Chicago Blackhawks kot prvi igralec nabora. 

## Amaterstvo in mladinske selekcije
Kane je obiskoval šolo St. Martin of Tours in pričel igrati za ekipo Cazenovia Chiefs, v svojem domačem kraju, Buffalo, New York. 
Pri štirinajstih letih se je preselil v Michigan, kjer je živel z bivšim igralcem v ligi NHL Patom Verbeekom. Ta ga je prepričal, da je zaigral za ekipo Honeybaked AAA iz Detroita. Klub je del lige Midwest Elite Hockey League. Za ekipo je Kane igral 3 leta.
Leta 2004 ga je na naboru za ligo OHL (Ontario Hockey League) v 5. krogu izbrala ekipa London Knights. Za ekipo pa je Kane nastopil šele v sezoni 2006/07. Namesto tega je zaigral v razvojnem moštvu ameriške hokejske reprezentance - U.S. National Development Team. 
Mladinska kariera Patricka Kana se je začela z velikim pokom. V napadalni trojici skupaj z Sergejen Kosticinom in Samom Gagnerjem je zbral 145 točk, kar je bilo največ v ligi OHL. Skupaj so vsi trije zbrali 394 točk.
Kane je leta 2006 prvič sodeloval na Svetovnem prvenstvu do 18 let, kjer je svoji ekipi pomagal do osvojitve zlate medalje. Zatem je bil izbran tudi v mladinsko selekcijo za Svetovno mladinsko prvenstvo 2007, kjer je bil izbran v Moštvo zvezd turnirja. Na lestvici strelcev je zasedel drugo mesto, ki pa je dejansko bilo četrto, saj so si prvo mesto razdelili trije drugi hokejisti. 
Kane je z moštvom London Knights končnico lige OHL končal s porazom v Zahodni konferenci lige OHL proti ekipi Plymouth Whalers, z rezultatom 4-1 v zmagah. Končnico je končal z 10 goli ter 21 podajami, skupaj 31 točkami v 16 tekmah.
27. aprila 2007 je bil Kane razglašen za prejemnika nagrade Emms Family Award, nagrade za najboljšega novinca lige OHL. Malo je manjkalo, da ni osvojil še nagrade Red Thilson Trophy za najkoristnejšega igralca lige, to mu je speljal John Tavares, sam je osvojil drugo mesto.
25. junija 2007 je Kane vrgel otvoritveno žogo na tekmi Chicago Cubsov (bejzbolska ekipa), na stadionu Wrigley Field.  Prav tako je vrgel otvoritveno žogo na tekmi bejzbolskega moštva Buffalo Bisons (AAA) avgusta. 

## NHL
25. julija 2007 je športni direktor NHL moštva Chicago Blackhawks Dale Tallon oznanil, da je Patrick Kane z moštvom podpisal triletno pogodbo. 
V ligi NHL je debitiral 4. oktobra 2007 proti moštvu Minnesota Wild. Na svoji drugi tekmi proti ekipi Detroit Red Wings je prispeval svojo prvo podajo in svoj prvi zadetek, sicer iz kazenskega strela, v katerem je premagal vratarja Detroita Dominika Haška in odločil tekmo.  19. oktobra 2007 je zadel svoj prvi gol po rednem delu proti vratarju Colorada Joséju Théodoreju. 
2. novembra 2007 je bil Kane izbran za novinca meseca oktobra, potem ko je na 12 tekmah zabil 5 golov in prispeval 11 podaj. 
15. decembra 2007 je prvič obiskal rodni Buffalo kot profesionalni hokejist, to se je zgodilo na gostovanju pri moštvu Buffalo Sabres. Na tekmi je bil deležen posebnega aplavza in posebna slavnost se je odvila pred tekmo. Blackhawksi so tekmo izgubili z 1-3, edini gol zanje je dosegel prav Kane. 
12. junija 2008 je Kane prejel nagrado Calder Memorial Trophy, ki se podeljuje najboljšemu novincu lige. Prehitel je soigralca Jonathana Toewsa in napadalca moštva Washington Capitals Nicklasa Bäckströma. 
25. januarja 2009 je skupaj s svojima soigralcema iz Chicaga, napadalcem Jonathanom Toewsem ter branilcem Brianom Campbellom, zaigral na Tekmi zvezd za ekipo Zahodne konference. 
Svoj prvi hat trick v karieri je Kane zabeležil 11. maja 2009 na tekmi proti Vancouver Canucksom. Njegovi Blackhawksi so tekmo dobili z 7-5 in napredovali v svojo prvo končnico lige NHL po letu 1995.  Po tekmi je Kane za časnik Chicago Sun-Times povedal, da je bil razburjen, ker je branilec Vancouvra Willie Mitchell izjavil, da Kane "ni sposoben igrati pet proti petim." 
Maja 2009 je časnik Chicago Tribune poročal, da bo Kane naslovni model za računalniško igro serije EA Sports NHL 10. 

## Pregled kariere
Odebeljeno - reprezentančni nastopi, glej tudi Statistika pri hokeju na ledu.
| Moštvo                         | Liga | Sezona |    | Redni del | Redni del | Redni del | Redni del | Redni del | Redni del |   | Končnica | Končnica | Končnica | Končnica | Končnica | Končnica |
| ------------------------------ | ---- | ------ | -- | --------- | --------- | --------- | --------- | --------- | --------- | - | -------- | -------- | -------- | -------- | -------- | -------- |
| Moštvo                         | Liga | Sezona | OT | G         | P         | T         | +/-       | KM        | OT        | G | P        | T        | +/-      | KM       |          |          |
| U.S. National Development Team | NAHL | 04/05  |    | 63        | 38        | 32        | 70        |           | 16        |   |          |          |          |          |          |          |
| U.S. National Development Team | NAHL | 05/06  |    | 58        | 52        | 50        | 102       |           | 22        |   |          |          |          |          |          |          |
| London Knights                 | OHL  | 06/07  |    | 58        | 62        | 83        | 145       | +42       | 52        |   | 16       | 10       | 21       | 31       | +2       | 16       |
| Chicago Blackhawks             | NHL  | 07/08  |    | 82        | 21        | 51        | 72        | -5        | 52        |   |          |          |          |          |          |          |
| Chicago Blackhawks             | NHL  | 08/09  |    | 80        | 25        | 45        | 70        | -2        | 42        |   | 16       | 9        | 5        | 14       | -9       | 12       |
| Skupaj                         |      |        |    | 341       | 198       | 261       | 459       | +35       | 184       |   | 16       | 19       | 26       | 45       | -7       | 28       |

## Nagrade in priznanja
- Izbran v Mladinsko moštvo zvezd lige OHL: 2007
- Izbran v Moštvo zvezd lige OHL: 2007
- Novinec leta lige OHL: 2007
- Novinec leta vseh treh lig, zajetih pod "Major-Junior Ice Hockey" (QMJHL, OHL in WHL): 2007
- Izbran v Moštvo zvezd Svetovnega mladinskega prvenstva 2007
- Izbran v Mladinsko moštvo zvezd lige NHL: 2008
- Calder Memorial Trophy: 2008
- Sodeloval na Tekmi zvezd lige NHL: 2009, 2011, 2012, 2015, 2016